# Urszulin (powiat rycki)
Urszulin – wieś w Polsce położona w województwie lubelskim, w powiecie ryckim, w gminie Nowodwór.
| SIMC    | Nazwa         | Rodzaj    |
| ------- | ------------- | --------- |
| 0388091 | Janówek       | część wsi |
| 0388100 | Kazimierzówka | część wsi |
| 0388116 | Sosnówka      | część wsi |

Wierni Kościoła rzymskokatolickiego należą do parafii Nawiedzenia Najświętszej Maryi Panny w Woli Gułowskiej.
W latach 1975–1998 miejscowość należała administracyjnie do województwa lubelskiego.
Wieś jest sołectwem w gminie Nowodwór. Według Narodowego Spisu Powszechnego z roku 2011 wieś liczyła 133 mieszkańców.